# Lucia Elizabeth Vestris
Lucia Elizabeth Vestris (nascida Elizabetta Lucia Bartolozzi; 3 de março de 1797 - 8 de agosto de 1856) foi uma atriz inglesa e cantora contralto de ópera, aparecendo em obras de Mozart e Rossini, entre outros. Embora popular em sua época, ela era mais notável como produtora e empresária de teatro. Depois de acumular uma fortuna com suas apresentações, ela alugou o Teatro Olímpico de Londres e produziu uma série de burlescos e extravaganzas, especialmente obras populares de James Planché, que tornaram a casa famosa. Ela também produziu seu trabalho em outros teatros que administrou.

## Infância e Educação
Ela nasceu em Londres em 1797, a primeira das duas filhas da pianista alemã Theresa Jansen Bartolozzi e do negociante de arte Gaetano Stefano Bartolozzi, filho do imigrante Francesco Bartolozzi, um notável artista de gravuras, nomeado ´´Ilustrador Real do rei´´. Gaetano Bartolozzi era um negociante de arte de sucesso e a família mudou-se para a Europa em 1798, quando ele vendeu seu trabalho. Eles passaram um certo tempo em Paris e Viena antes de chegarem a Veneza, onde descobriram que sua propriedade havia sido saqueada durante a Invasão Francesa. Eles voltaram a Londres para recomeçar uma nova vida. O casal se separou em Londres, e Theresa começou a dar aulas de piano para sustentar suas duas filhas.
Lucia estudou música e era conhecida por sua voz e habilidade para dançar. Ela casou-se aos 16 anos com o bailarino francês, Auguste Armand Vestris, descendente de uma grande família de dançarinos com origem florentina, mas seu marido a abandonou por outra mulher e partiu para Nápoles quatro anos depois. No entanto, desde que começou a cantar e atuar profissionalmente ainda era conhecida como "Madame Vestris", ela manteve o nome artístico ao resto de sua carreira.

## Carreira
Em 1815, aos 18 anos, sua voz de contralto e sua aparência atraente deram a Madame Vestris seu primeiro papel principal na ópera italiana de Peter Winter, II ratto di Proserpina, no King's Theatre. Ela também cantou em 1816 na peça Una cosa rara (obra de Martín y Soler), e interpretou os papéis de Dorabella e Susanna nas óperas Così fan tutte e Le nozze di Figaro (ambas de Mozart). Ela teve um sucesso imediato em Londres e Paris. Na capital francesa, ela ocasionalmente se apresentava no Théâtre-Italien e em vários outros teatros. A notícia de que ela atuaria no Théâtre-Français interpretando Camille ao lado de François-Joseph Talma em Horace de Pierre Corneille, acabou se revelando falsa: o erro foi o resultado de uma leitura errada das ´´Memórias de Talma´´, em que o ator narra um episódio em 1790 no qual uma 'Madame Vestris', qual não era Eliza Lucia Vestris, pois a mesma nasceu vários anos depois, mas sim Françoise-Marie-Rosette Gourgaud, a esposa de Angiolo Vestris, e, portanto, uma tia-avó do marido de Eliza Lucia. A história foi quase ridicularizada por John Westland Marston em 1888, qual alegava que era apenas uma lenda, indo ao contrário, Joseph Knight a considerou verdadeira em seu artigo sobre Madame Vestris no Dictionary of National Biography, e desde então tem sido regularmente revivida pelas seguintes fontes enciclopédicas. Finalmente, a lenda foi refutada pelos biógrafos modernos de Madame Vestris, por causa da incoerência das datas e pelos documentos da época.
Seus primeiros sucessos em inglês foram em 1820, aos 23 anos, no Teatro Drury Lane em The Siege of Belgrade de Stephen Storace, e no burlesco Giovanni in London de William Thomas Moncrieff. A partir de então, ela permaneceu uma favorita extraordinária na ópera, musicais e comédias até sua aposentadoria em 1854. No King's Theatre, ela cantou nas estreias inglesas de muitas óperas de Rossini, às vezes conduzidas pelo próprio compositor: La gazza ladra (como Pippo , 1821), La donna del lago (como Malcolm Groeme, 1823), Ricciardo e Zoraide (como Zomira, 1823), Matilde di Shabran (como Edoardo, 1823), Zelmira (como Emma, 1824) e Semiramide (como Arsace, 1824). Ela se destacou em "peças de culote" e também atuou em óperas de Mozart, como Die Entführung aus dem Serail, em 1827 e, mais tarde, em 1842, The Marriage of Figaro (Cherubino), em uma versão completa em inglês criada por James Planché. Ela foi creditada por popularizar novas canções como "Cherry Ripe", "Meet Me by Moonlight Alone" (escrita por Joseph Augustine Wade), [19] "I've been roaming," etc. Ela também participou de estreias mundiais, criando o papel de Félix na ópera cômica de Isaac Nathan, The Alcaid or The Secrets of Office, (Londres, Little Theatre in the Haymarket, 1824), e, acima de tudo, perfomance como Fátima em Oberon or The Elf King's Oath, de Carl Maria von Weber, encenada no Theatre Royal Covent Garden em 12 de abril de 1826.
Apesar de seu status de celebridade e popularidade, Madame Vestries não foi recebida com total aceitação social por seus papéis nas calças. Sua ação revolucionária como atriz estimulou ataques violentos à personagem por parte de seus contemporâneos mais conservadores. As atividades picantes de Vestries no palco foram consideradas representativas de sua própria falta de moralidade e pureza social. Desconsiderando a reação pública, Madame Vestries encontrou grande conquista financeira com seus papéis nas calças e ganhou a habilidade de assumir uma posição de poder dentro da indústria do teatro.
As mulheres não tiveram tanta influência na produção teatral quanto os homens, incluindo as funções de gestão, propriedade e administração. Embora as mulheres tivessem a experiência e as qualificações de empreendimentos familiares anteriores, muitas vezes não conseguiam obter financiamento suficiente para financiar seus empreendimentos na indústria de capital intensivo. Quando a administração do Covent Garden tentou reduzir a folha de pagamento de ator em 1830, no entanto, Vestris acumulou uma fortuna com as apresentações e foi capaz de alugar o Teatro Olímpico de John Scott. Lá ela começou a apresentar uma série de burlescos e extravaganzas - pelos quais ela tornou esta casa famosa. Ela produziu inúmeras obras do dramaturgo contemporâneo James Planché, com quem teve uma parceria de sucesso, que incluiu a contribuição de idéias para encenação e figurinos.

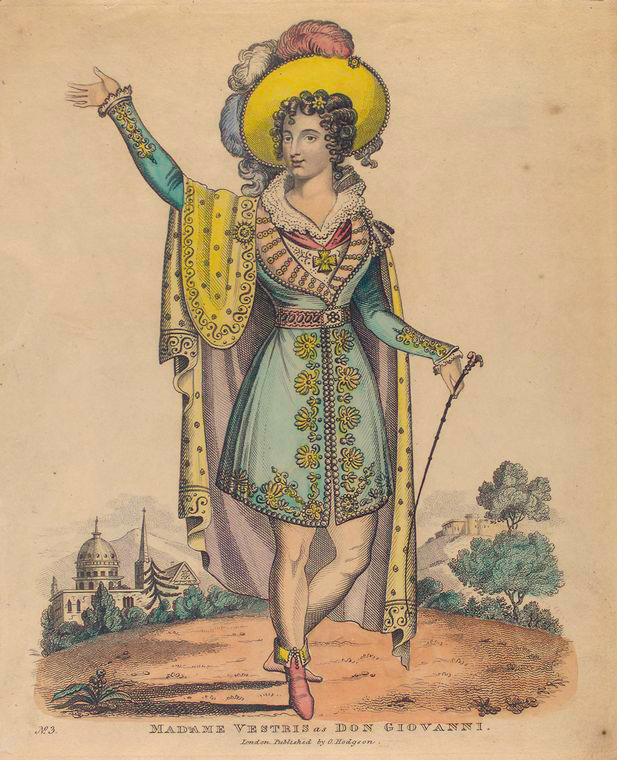
Lucia Elizabeth Vestris como Don Giovanni no burlesque de Moncrieff, Giovanni em Londres (colorido a mão)c. 1820-1822

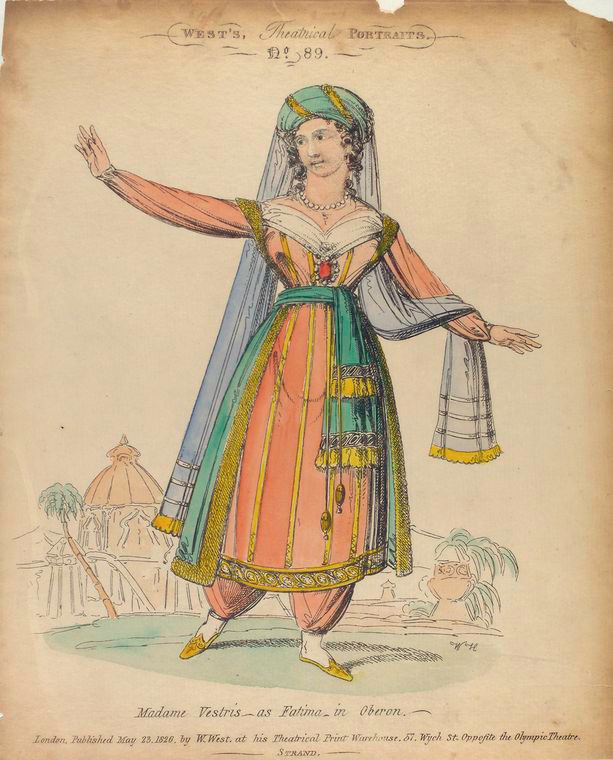
Madame Vestris como Fatima em Oberon, 1826.

## Segundo casamento e subsequente carreira
Ela se casou em 1838 pela segunda vez, com o ator britânico e ex-associado Charles James Mathews, pouco antes de partir em turnê com ele para a América. Eles cooperaram em seus empreendimentos administrativos subsequentes, incluindo a administração do Lyceum Theatre e do teatro em Covent Garden.
Madame Vestris e Mathews inauguraram sua gestão de Covent Garden com a primeira produção conhecida de Love's Labour's Lost de 1605; Vestris interpretou Rosaline. Em 1840, ela encenou uma das primeiras produções relativamente sem cortes de Sonho de uma noite de verão, na qual interpretou Oberon. Isso deu início a uma tradição de mulheres Oberons que durou setenta anos no teatro britânico.

Em 1841, Vestris produziu a farsa vitoriana London Assurance de Dion Boucicault, possivelmente com o primeiro uso de um "box set". A peça tornou-se popular desde então, recebendo seu mais recente revival no Royal National Theatre em 2010.

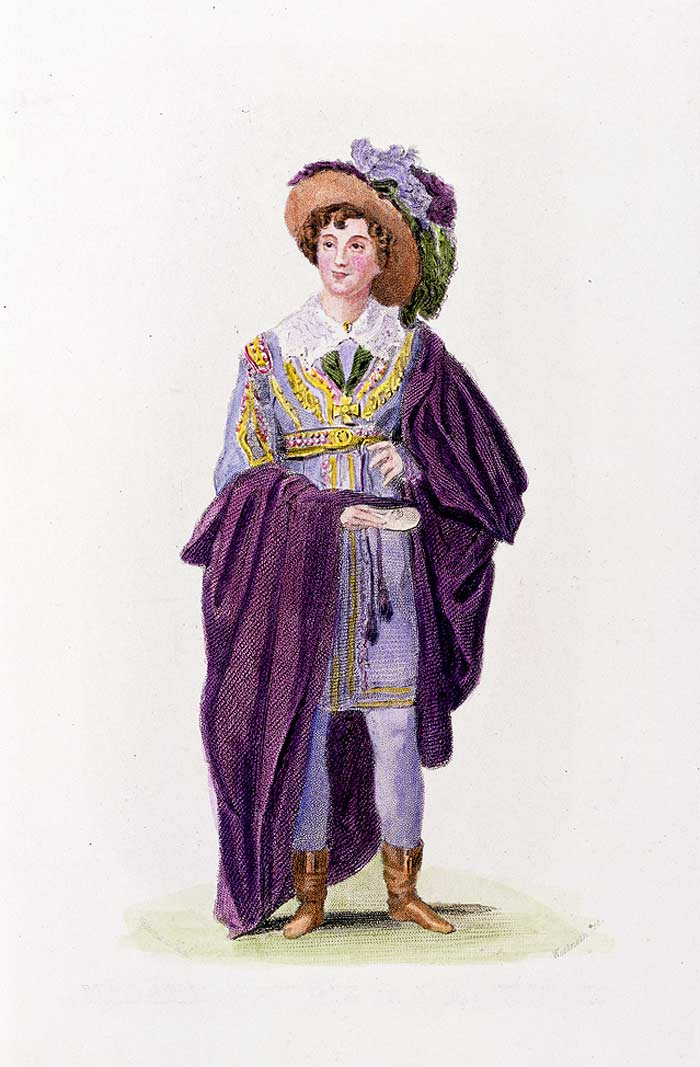
Madame Vestris como Felix em The Alcaid, gravura colorida, Londres, 1824

Ela também apresentou ao teatro a soprano Adelaide Kemble em versões em inglês de Norma de Bellini e Elena da Feltre de Saverio Mercadante (rebatizada de Elena Uberti). Filha de John Kemble, ator-empresário, um dos donos do teatro e sobrinho de Sarah Siddons, Adelaide teve uma carreira sensacional, mas curta, antes de se casar.

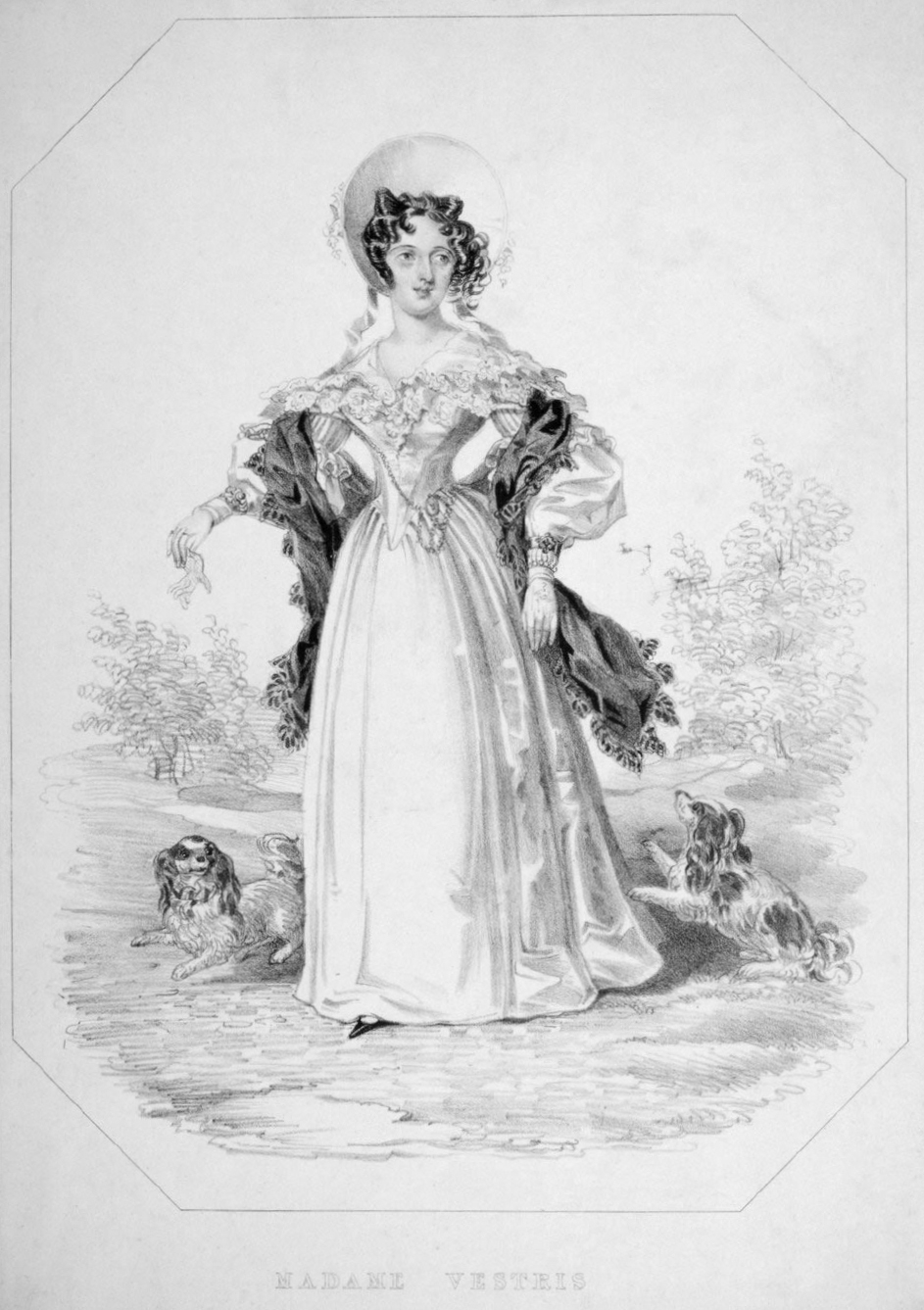
Lucia Elizabeth Vestris, acompanhada por spaniels, litografia c. 1831–1835

Sobre seu tempo no comando em Covent Garden, uma nota do ator James Robertson Anderson relatada na autobiografia de C.J. Mathews, diz:

Madame era uma administradora admirável e Charles um assistente amável. Os arranjos nos bastidores eram perfeitos, os camarins bons, os atendentes bem escolhidos, as alas mantidas longe de todos os intrusos, sem estranhos ou muletas e mocassins com permissão para flertar com as bailarinas, apenas alguns amigos particulares tinham o privilégio de visitar a sala verde, que era tão bem decorada quanto a sala de estar de qualquer nobre, e aqueles amigos apareciam sempre em trajes de gala .... Havia grande decoro e decoro em todas as partes do estabelecimento, ótima harmonia, conteúdo geral prevalecia em todos os departamentos do teatro, e arrependimento universal foi sentido quando os admiráveis administradores foram obrigados a renunciar ao governo.

Outro ator contemporâneo, George Vandenhoff em Dramatic Reminiscences também dá testemunho do fato de que: "Para a honra de Vestris, ela não apenas foi escrupulosamente cuidadosa para não ofender o decoro com palavras ou ações, mas ela sabia muito bem como reprimir qualquer tentativa de duplo sentido , ou insinuação duvidosa, em outros. A sala verde em Covent Garden era um lugar de descanso muito agradável, de onde foram banidas todas as palavras ou alusões que não seriam toleradas em uma sala de estar."
No final dos anos 1840, Vestris começou a aparecer cada vez menos no palco por causa das dívidas que ela e seu marido tinham e também porque ela começou a criar os filhos de sua falecida irmã. Sua última apresentação (1854) foi para o benefício de Mathews , em uma adaptação de La Joie fait peur de Madame de Girardin, chamada Sunshine through Clouds. Ela morreu em 8 de agosto de 1856 em sua casa em Fulham, Grove Lodge.
Suas realizações musicais e educação não foram suficientes para distingui-la na grande ópera, e na alta comédia ela teve apenas um sucesso moderado. Mas em peças como Loan of a Lover, Paul Pry, Naval Engagements, etc., ela era "deliciosamente arqueada e encantadora". No entanto, muitos observadores (e Henry Chorley entre eles) "nunca a perdoaram por não se tornar a o maior contralto operístico inglês de sua idade:"

Quase na mesma época em que Madame Vestris fez sua última aparição em nosso palco italiano. Lá, se ela possuísse paciência musical e energia, ela poderia ter se tornado isto; porque ela possuía (metade italiana de nascimento) uma das vozes baixas mais atraentes - considerada, desde a época de "Lear", excelente para uma mulher - grande beleza pessoal e figura quase perfeita, que ela sabia adornar com arte consumada - e nenhum endereço de palco comum. - Mas uma carreira teatral menos árdua a agradou mais; e então ela também não podia - pode-se dizer, porque ela "não" permanecer no palco italiano - Henry F. Chorley, Thirty Years 'Musical Recollections, Londres, Hurst e Blackett,1862 

Ela está enterrada no Cemitério de Kensal Green.